# غرانفيل (أوهايو)
غرانفيل، أوهايو

غرانفيل (بالإنجليزية: Granville)‏ هي مدينة أمريكية تقع في ولاية أوهايو. تبلغ مساحة هذه المدينة 10.4 (كم²)،ويبلغ عدد سكانها 3167 نسمة حسب إحصاء سنة 2010 م 3167.تشير إحصاءات سنة 2000م بأن الكثافة السكانية في هذه المدينة تقدر بـ(305.2) نسمة/كم2 

## التركيبة السكانية
قام مكتب تعداد الولايات المتحدة بتحديد بيانات التركيبة السكانية لغرانفيل في تعداد الولايات المتحدة. في ما يلي، التركيبة السكانية حسب تعدادي 2000 و2010.

### تعداد عام 2000
بلغ عدد سكان غرانفيل 3,167 نسمة بحسب تعداد عام 2000، وبلغ عدد الأسر 1,309 أسرة وعدد العائلات 888 عائلة مقيمة في القرية. في حين سجلت الكثافة السكانية 790.4 نسمة لكل ميل مربع (305.2/كم2). وبلغ عدد الوحدات السكنية 1,384 وحدة بمتوسط كثافة قدره 345.4 نسمة لكل ميل مربع (133.4/كم2).
وتوزع التركيب العرقي للقرية بنسبة 96.75% من البيض و 0.28% من الأمريكيين الأصليين و 1.01% من الأمريكيين ذوي الأصول الآسيوية و 0.69% من الأمريكيين الأفارقة و 1.11% من عرقين مختلطين أو أكثر.
بلغ عدد الأسر 1,309 أسرة كانت نسبة 33.4% منها لديها أطفال تحت سن الثامنة عشر تعيش معهم، وبلغت نسبة الأزواج القاطنين مع بعضهم البعض 60.4% من أصل المجموع الكلي للأسر، ونسبة 6.3% من الأسر كان لديها معيلات من الإناث دون وجود شريك، وكانت نسبة 32.1% من غير العائلات. تألفت نسبة 28.5% من أصل جميع الأسر من أفراد ونسبة 12.3% كانوا يعيش معهم شخص وحيد يبلغ من العمر 65 عاماً فما فوق. وبلغ متوسط حجم الأسرة المعيشية 3.00، أما متوسط حجم العائلات فبلغ 2.42.
بلغ العمر الوسطي للسكان 42 عاماً. وكانت نسبة 27.0% من القاطنين تحت سن الثامنة عشر، وكانت نسبة 4.4% بين الثامنة عشر والأربعة وعشرون عاماً، ونسبة 25.2% كانت واقعةً في الفئة العمرية ما بين الخامسة والعشرون حتى والأربعة وأربعون عاماً، ونسبة 28.8% كانت ما بين الخامسة والأربعون حتى الرابعة والستون، ونسبة 14.7% كانت ضمن فئة الخامسة والستون عاماً فما فوق. يوجد لكل 100 أنثى 94.5 ذكر، ويوجد لكل 100 أنثى في الثامنة عشر من عمرها فما فوق 87.7 ذكر.
بلغ متوسط دخل الأسرة في القرية 67,689 دولار، أما متوسط دخل العائلة فبلغ 102,885 دولار. وكان متوسط دخل الذكور 72,250 دولار مقابل 46,484 دولار للإناث. وسجل دخل الفرد الخاص بالقرية 39,221 دولار. وكانت نسبة 3.9% من العائلات ونسبة 3.8% من السكان تحت خط الفقر، ولا أحد منهم تحت سن الثامنة عشر ونسبة 4.8% في الخامسة والستين من العمر وما فوق.

### تعداد عام 2010
بلغ عدد سكان غرانفيل 5,646 نسمة بحسب تعداد عام 2010، وبلغ عدد الأسر 1,441 أسرة وعدد العائلات 1,017 عائلة مقيمة في القرية. في حين سجلت الكثافة السكانية 1,206.4 نسمة لكل ميل مربع (465.8/كم2). وبلغ عدد الوحدات السكنية 1,554 وحدة بمتوسط كثافة قدره 332.1 لكل ميل مربع (128.2/كم2).
وتوزع التركيب العرقي للقرية بنسبة 91.9% من البيض و 0.1% من الأمريكيين الأصليين و 3.6% من الأمريكيين ذوي الأصول الآسيوية و 2.1% من الأمريكيين الأفارقة و 1.7% من عرقين مختلطين أو أكثر.
بلغ عدد الأسر 1,441 أسرة كانت نسبة 36.8% منها لديها أطفال تحت سن الثامنة عشر تعيش معهم، وبلغت نسبة الأزواج القاطنين مع بعضهم البعض 59.3% من أصل المجموع الكلي للأسر، ونسبة 7.9% من الأسر كان لديها معيلات من الإناث دون وجود شريك، بينما كانت نسبة 3.4% من الأسر لديها معيلون من الذكور دون وجود شريكة وكانت نسبة 29.4% من غير العائلات. تألفت نسبة 25.2% من أصل جميع الأسر من أفراد ونسبة 11.6% كانوا يعيش معهم شخص وحيد يبلغ من العمر 65 عاماً فما فوق. وبلغ متوسط حجم الأسرة المعيشية 3.05، أما متوسط حجم العائلات فبلغ 2.52.
بلغ العمر الوسطي للسكان 22 عاماً. وكانت نسبة 18.1% من القاطنين تحت سن الثامنة عشر، وكانت نسبة 38.7% بين الثامنة عشر والأربعة وعشرون عاماً، ونسبة 12.1% كانت واقعةً في الفئة العمرية ما بين الخامسة والعشرون حتى والأربعة وأربعون عاماً، ونسبة 21.4% كانت ما بين الخامسة والأربعون حتى الرابعة والستون، ونسبة 9.6% كانت ضمن فئة الخامسة والستون عاماً فما فوق. وتوزع التركيب الجنسي للسكان بنسبة 46.3% ذكور و53.7% إناث.